# Eisenbahnunfall von Niklasdorf

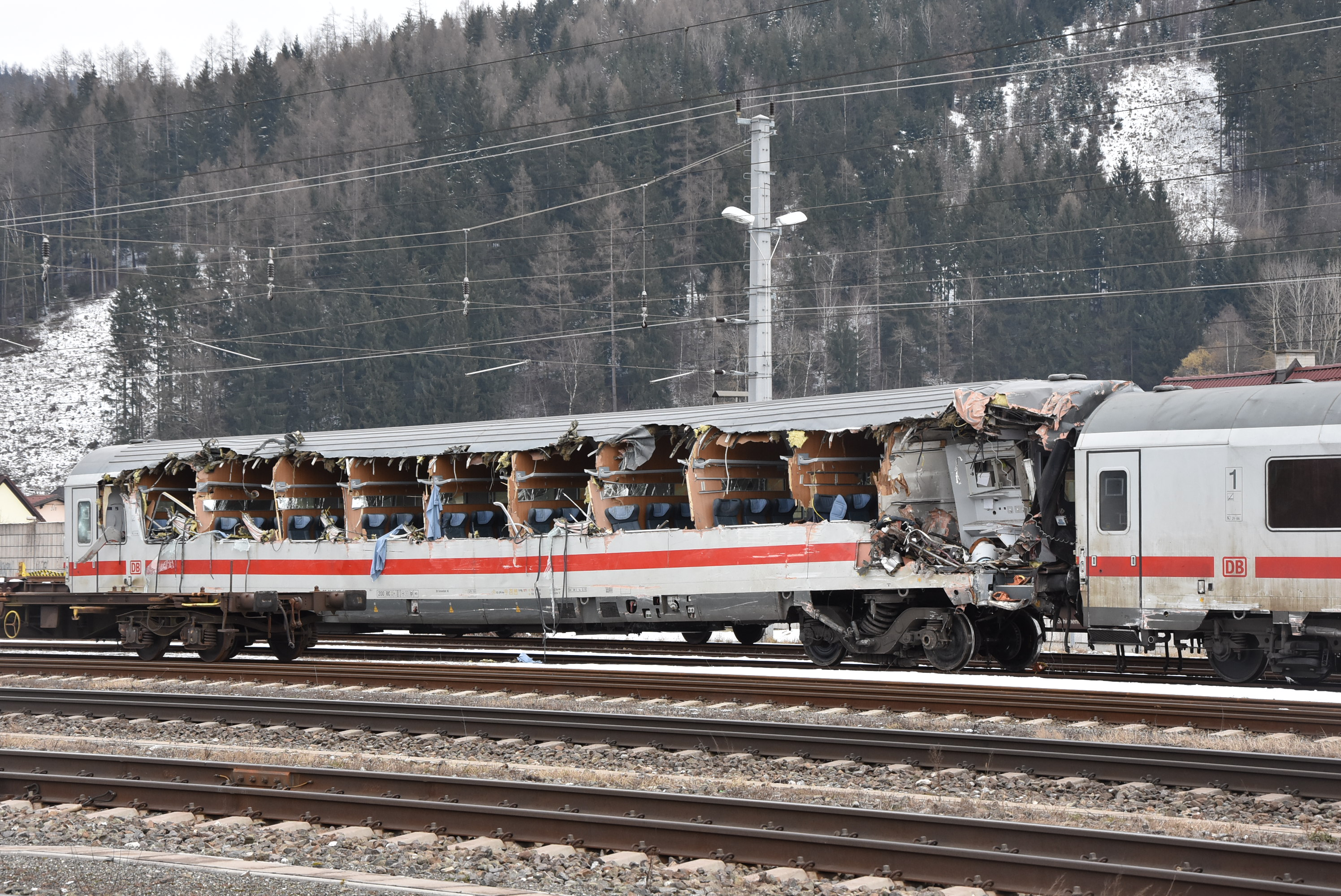
Der an der Seite aufgerissene Wagen des Eurocity

Beim Eisenbahnunfall von Niklasdorf fuhr am 12. Februar 2018 im Bahnhof Niklasdorf in der Steiermark ein ausfahrender S-Bahn-Triebzug in die Flanke eines einfahrenden Eurocity, nachdem er ein haltzeigendes Signal überfahren hatte. Eine Person starb bei dem Unfall, eine weitere wurde schwer verletzt.

## Ausgangslage
Der EC 216, ein geschobener Wendezug mit neun Wagen und einer Lokomotive der DB-Baureihe 101 (101 011), war auf dem Weg von Graz Hbf nach Saarbrücken Hbf. Er befuhr die Bahnstrecke Bruck an der Mur–Leoben von Bruck an der Mur nach Niklasdorf auf dem Gegengleis, um parallel zu einem anderen Zug zu fahren.
Ihm entgegen kam die S-Bahn 1708, ein dreiteiliger Triebzug vom Typ Siemens Desiro ML (4744 054) auf dem Weg von Friesach nach Mürzzuschlag, der im durchgehenden Hauptgleis im Bahnhof Niklasdorf die Ankunft von Zug 216 abwarten sollte, um dann nach Bruck weiterzufahren. Der Eurocity sollte zur Kreuzung durch das benachbarte Gleis 5 geleitet werden und danach weiter nach Leoben fahren.

## Hergang
Für den Zug 1708 zeigte das am Einfahrsignal stehende Vorsignal „Vorsicht“, wodurch das haltzeigende Ausfahrsignal angekündigt wurde. Der Zug wurde dementsprechend von einem 1000-Hz-Magneten der Punktförmigen Zugbeeinflussung (PZB) beeinflusst, was vom Triebfahrzeugführer mit der Wachsamkeitstaste quittiert wurde. Er bremste den Zug ab und hielt am Bahnsteig an. Durch den Halt befand sich der Zug in der restriktiven Überwachung der 1000-Hz-Beeinflussung, die beim Überschreiten einer Geschwindigkeit von 45 km/h eine Zwangsbremsung auslöst.
Nach dem Fahrgastwechsel fuhr der Zug wieder an, obwohl das Ausfahrsignal weiterhin Halt zeigte. Aufgrund des großen Vorsignalabstands von 1470 Metern endete die 1000-Hz-Überwachung bereits kurz hinter dem Bahnsteig. Zu diesem Zeitpunkt hatte der Zug eine Geschwindigkeit von 27 km/h. Ein 500-Hz-Magnet oder ein Signalnachahmer mit einem 1000-Hz-Magnet waren an dieser Stelle nicht vorhanden, sodass die weitere Anfahrt gegen das haltzeigende Signal nicht durch die Zugbeeinflussung überwacht wurde.
Der S-Bahn-Triebzug beschleunigte weiter und überfuhr das Ausfahrsignal mit einer Geschwindigkeit von 76 km/h. Durch die 2000-Hz-Beeinflussung des Halt-zeigenden Hauptsignals setzte eine Zwangsbremsung ein, die zwei Sekunden später wirksam wurde. Diese reichte nicht aus, um den Zug zum Halten zu bringen, bevor er in den Fahrweg des einfahrenden Zuges geriet. Mit etwa 71 km/h fuhr der Zug 1708 in die Flanke des fünften Wagens von Zug 216. Durch die Flankenfahrt entgleisten die ersten beiden Wagen des S-Bahn-Triebzugs. Beim Eurocity entgleiste das nachlaufende Drehgestell des sechsten Wagens, der siebte, achte und neunte Wagen vollständig. Die Lokomotive am Zugschluss entgleiste nicht.
Im achten Wagen des Eurocity, der an der Seite aufgerissen wurde, verstarb ein Fahrgast. Ein weiterer Fahrgast wurde schwer verletzt, 30 Fahrgäste wurden leicht verletzt.
Obwohl anfangs eine Ausmusterung angedacht war, wurde der Triebwagen 4744 054 einige Jahre später wieder in Betrieb genommen. Der aufgerissene Reisezugwagen des EC 216 wurde noch im Bahnhof Niklasdorf an Ort und Stelle verschrottet.

## Ermittlungen
Die Sicherheitsuntersuchungsstelle des Bundes kam in ihrem Untersuchungsbericht zu dem Ergebnis, dass ein 500-Hz-Magnet am Bahnsteigende die Kollision hätte verhindern können. Im Bahnhof Niklasdorf wurde ein solcher Magnet im Herbst 2018 nachgerüstet.
Der Triebfahrzeugführer, der das haltzeigende Signal überfahren hatte, wurde im November 2020 zu acht Monaten bedingter Haft sowie zu einer Geldstrafe verurteilt.

## Wissenswert
Der Ablauf des Unfallgeschehens entspricht dem des Eisenbahnunfalls von Rüsselsheim 1990.